# Moriz von Miller

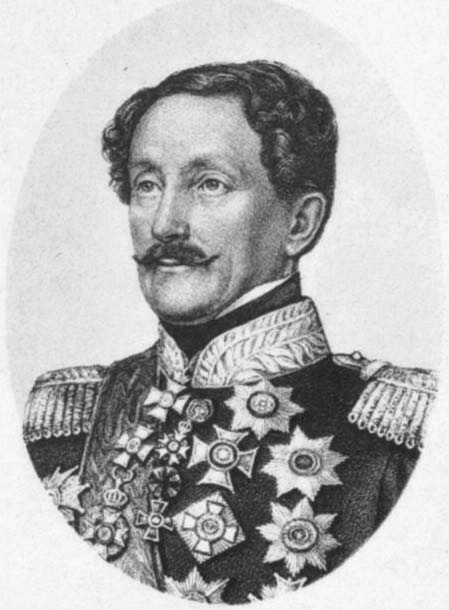
Moritz von Miller

Moriz Miller, ab 1840 von Miller, (* 10. März 1792 in Stuttgart; † 5. Oktober 1866 ebenda) war ein württembergischer General der Infanterie und Kriegsminister.

## Leben
Moriz Miller, Sohn des Militärwissenschaftlers Franz von Miller, wurde mit 15 Jahren Leutnant in der Württembergischen Armee und machte den Krieg von 1809 im württembergischen Generalstab mit. Nach der Schlacht von Abensberg wurde er mit dem Militärverdienstorden ausgezeichnet. Während des Feldzugs nach Russland fand er häufig Verwendung im französischen Hauptquartier. Bei Smolensk erlitt er eine Verwundung und erhielt das Kreuz der Ehrenlegion. An den Feldzügen der Befreiungskriege von 1813 und 1814 nahm er als Kompaniechef, an dem von 1815 als Adjutant einer Infanteriedivision teil. Während der Friedensjahre stieg er bis zum Rang eines Generalmajors auf und stand von 1838 bis 1847 an der Spitze des württembergischen Generalstabs. Als Chef des Generalstabs schuf er das Feldpionierkorps und förderte Vereinbarungen im 8. Bundesarmeekorps über Signale und Reglements. 1848 wurde er durch die Frankfurter Nationalversammlung zum Reichsgeneral ernannt, verweigerte aber den späteren Reichsregenten den Gehorsam und ließ sich von König Wilhelm I. von Württemberg an die Spitze der Truppen stellen, welche das Rumpfparlament in Stuttgart auflösten. Im selben Jahr zog er als Kommandant der aus württembergischen, badischen und hessischen Truppen gebildeten Division nach Schleswig-Holstein. 1849 befehligte er das württembergische Expeditionskorps zur Niederwerfung der Revolution in Baden. Seine Soldaten hielt er dabei in strenger Disziplin. 1850 übernahm er im Ministerium Linden die Leitung des Kriegsministeriums. Er trat für zahlreiche Reformen in Reglement und Verwaltung ein und setzte gegenüber der Kammer der Abgeordneten eine Verbesserung der ökonomischen Lage der Offiziere und Soldaten durch. Am 19. Dezember 1864 ernannte ihn König Karl zum Inhaber des 4. Infanterie-Regiments, dass daraufhin seinen Namen führte. Anlässlich seiner Verabschiedung wurde Miller im Jahr darauf zum General der Infanterie ernannt.

## Veröffentlichungen
Schon 1822 hatte Miller sich durch die Darstellung des Feldzuges von 1812 einen Namen gemacht. 1829 und 1831 veröffentlichte er die von ihm als Lehrer an der Offizierbildungsanstalt gehaltenen Vorlesungen über die angewandte Taktik, 1832 über die Feldverschanzungskunst in Verbindung mit dem Pionier- und Pontonierdienst, sowie über die stehende Befestigung und die Lehre des Angriffes und der Verteidigung fester Plätze.
- Darstellung des Feldzugs der französischen verbündeten Armee gegen die Russen im Jahr 1812. Stuttgart und Tübingen 1822 Google-Digitalisat
- Atlas zur Darstellung des Feldzugs der französischen verbündeten Armee gegen die Russen im Jahr 1812. Digitalisat der BSB München – weitgehend unbrauchbar
- Vorlesungen über die Feldverschanzungskunst, Band 1, Teil 1 Google-Digitalisat
- Vorlesungen ueber angewandte Taktik zum Unterrichte und zum Selbststudium, Band 1, Freiburg i. Br. 1833 Google-Digitalisat
- Vorlesungen ueber angewandte Taktik zum Unterrichte und zum Selbststudium, Band 2, Freiburg i. Br. 1833 Google-Digitalisat

## Ehrungen
Miller erfuhr zu Lebzeiten folgende Ehrungen:
- 1840 Großkreuz des Friedrichs-Ordens, mit dem der persönliche Adel verbunden war
- 1849 Großkreuz des Ordens der Württembergischen Krone
- 1857 Großkreuz des Württembergischen Militär-Verdienstordens

außerdem:
- Großkreuz des Badischen Ordens vom Zähringer Löwen
- Großkreuz des Hessischen Ordens Philipp des Großmütigen mit Schwertern
- Großkreuz des Großherzoglich Hessischen Ludwigsordens
- Großoffizier der Ehrenlegion
- Ritter II. Klasse mit Stern des Roten Adlerordens
- Kommentur mit Stern des Militär-Karl-Friedrich-Verdienstordens
- Ritter IV. Klasse des russischen Wladimirordens